# Comuna Radovel, Olevsk
Radovel (în ucraineană Радовельська сільська рада) este o comună în raionul Olevsk, regiunea Jîtomîr, Ucraina, formată din satele Poiaskî, Radovel (reședința) și Rudnea-Radovelska.

## Demografie
Componența lingvistică a comunei Radovel
     Ucraineană (98,79%)
     Alte limbi (0,95%)
Conform recensământului din 2001, majoritatea populației comunei Radovel era vorbitoare de ucraineană (98,79%), existând în minoritate și vorbitori de alte limbi.